# Civic Center (Manhattan)
Il Civic Center è un quartiere di Manhattan, uno dei cinque distretti di New York. I confini del quartiere sono Chinatown a nord, l'East River a est, il Financial District a sud e Tribeca a ovest.
Il Civic Center è parte del Manhattan Community District 1 e i suoi ZIP code sono 10006 e 10007. Nei suoi confini sono situati il Municipio di New York e 1 Police Plaza, sede del New York City Police Department.

## Trasporti
Il quartiere è servito dalla metropolitana di New York attraverso la stazione di Brooklyn Bridge-City Hall/Chambers Street delle linee IRT Lexington Avenue e BMT Nassau Street, dove fermano i treni delle linee 4, 5, 6, J e Z, e quella di City Hall della linea BMT Broadway, dove fermano i treni delle linee N, R e W.